# National Rugby League 1921
La New South Wales Rugby Football League de 1921 fue la decimocuarta temporada del torneo de rugby league más importante de Australia.

## Formato
Los clubes se enfrentaron en una fase regular de todos con todos, el equipo mejor ubicado al terminar la fase regular se corona campeón del torneo.
Se otorgaron 2 puntos por el triunfo, 1 por el empate y ninguno por la derrota.

## Desarrollo

### Tabla de posiciones
| Pos. | Equipo            | Encuentros | Encuentros | Encuentros | Encuentros | Tantos | Tantos | Tantos | Puntos |
| Pos. | Equipo            | PJ         | PG         | PE         | PP         | F      | C      | Dif    | Puntos |
| ---- | ----------------- | ---------- | ---------- | ---------- | ---------- | ------ | ------ | ------ | ------ |
| 1    | North Sydney      | 8          | 7          | 1          | 0          | 172    | 82     | +90    | 17     |
| 2    | Eastern Suburbs   | 8          | 6          | 1          | 1          | 187    | 67     | +120   | 15     |
| 3    | Glebe             | 8          | 6          | 0          | 2          | 115    | 71     | +44    | 14     |
| 4    | Balmain           | 8          | 5          | 0          | 3          | 135    | 71     | +64    | 12     |
| 5    | South Sydney      | 8          | 4          | 0          | 4          | 141    | 104    | +37    | 10     |
| 6    | Newtown           | 8          | 3          | 0          | 5          | 77     | 117    | -40    | 8      |
| 7    | St George         | 8          | 2          | 0          | 6          | 87     | 124    | -37    | 6      |
| 8    | Western Suburbs   | 8          | 2          | 0          | 6          | 90     | 155    | -65    | 6      |
| 9    | Sydney University | 8          | 0          | 0          | 8          | 82     | 295    | -213   | 2      |

|  | Campeón. |

| Bandera de Australia       |
| Campeón North Sydney Bears |
| Primer título              |